# Les Remembrances du vieillard idiot (Rimbaud)
Pour les articles homonymes, voir Les Remembrances du vieillard idiot.
Les Remembrances du vieillard idiot est un poème d'Arthur Rimbaud, intégré dans l'Album zutique, recueil constitué en 1871 et 1872 par plusieurs poètes, notamment Verlaine, Rimbaud, Léon Valade, Jean Richepin et quelques autres moins connus.

## Analyse
Les textes réunis dans l'Album zutique sont pour la plupart des parodies de poètes contemporains, parfois intentionnellement tournés en ridicule, parfois imités avec talent et adresse.
Les Remembrances du vieillard idiot appartiennent à la première catégorie. Le poème, qui comporte 40 alexandrins souvent désarticulés de façon caricaturale, est fictivement signé du nom de François Coppée, suivi des initiales, A.R., de son véritable auteur.
Dans la forme à la fois prosaïque et fortement rythmée de François Coppée, le poème évoque les souvenirs (c’est le sens du nom archaïque remembrances) érotiques  de l’enfance du « vieillard idiot ».